# 福爾摩沙對福爾摩沙
《福爾摩沙對福爾摩沙》為柯金源所執導的紀錄片，是公共電視台在2010年《紀錄觀點》節目之「今晚跟你說石化」單元的系列影片之一。
影片主要是探討臺灣石化工業所造成的各類環境影響（像是塑膠製品、水資源、土地、空氣、農作物、汞汙泥廢料處理汙染以及濕地、沿海生態系等），此片試圖介入當時彰化縣大城濕地國光石化開發案的八輕設廠的爭議。
「福爾摩沙對福爾摩沙」，一個福爾摩沙是台灣土地本身，另一個福爾摩沙是以「Formosa」為名的台塑關係企業；「對」不僅是對抗，亦是對話。
|          | 火苗到處點燃，何時會引發漂亮火花，我不知道。很多事情，改變看起來很慢很少；但是，沒做就沒機會，做了至少有可能吧。 |
| ——柯金源 | |

## 影片內容
就結構上而言，影片分為三大段：
影片開頭節錄1987年12月3日中華電視公司《華視新聞廣場》舉辦之宜蘭縣縣長陳定南與台塑關係企業創辦人王永慶公開辯論會部分對話內容，接著介紹石化工業在臺灣的發展歷史，以及短篇怪獸動畫搭配旁白。採用較為輕鬆詼諧的方式，帶出每個欲探討的環境問題。
此外，訪問各處石化工業設廠多年後，在地居民及農民所面對的後續環境影響；從中穿插過去國內外歷史新聞畫面輔助說明，像是汞汙泥傾倒使柬埔寨當地居民因而遷村、中華民國總統李登輝巡視集集攔河堰工程、中華白海豚宗教信仰繞境活動等。並引述多位專家學者訪談內容，從不同層面帶入探討，傳遞專業知識與數據價值。影片最後聚焦於國光石化預定進駐彰化，在地鄉民抗議與支持的片段；從各自立場的表述，試圖使臺灣公民進行對於「經濟」與「環境」的選擇思考及自我檢視。
影片插曲及片尾曲中歌詞創作對於當代土地環境倫理詮釋與永續生態的理想，搭配臺灣水資源的現況畫面，呈現了音樂與影像的加乘效果。

## 獎項
| 年份   | 頒獎典禮            | 獎項           | 結果     |
| ------ | ------------------- | -------------- | -------- |
| 2011年 | 第13屆台北電影節    | 最佳紀錄片     | 入選     |
| 2011年 | 第13屆台北電影節    | 社會公義獎     | 獲獎     |
| 2012年 | 第9屆北京獨立影像展 | 台灣紀錄片單元 | 入選     |
| 2012年 | 深圳灣國際藝穗節    |                | 受邀參展 |

## 導演介紹
- 柯金源[4]，公視紀錄觀點 （页面存档备份，存于）節目之環境議題紀錄片製作人。有別於台灣紀錄片多以人文社會為對象的主題拍攝，長期於生態環境中堅持蹲點著

長年來為了臺灣生態環境，上山下海拍攝台灣獼猴、紅毛猩猩、珊瑚等生物，關注臺灣在經歷這麼多年的經濟產業與政府政策變遷下，其生態環境所遭受的破壞，期能喚醒在地公民意識，共同監督企業的社會責任與政府的環境保護計畫有無落實。 
知名作品包括《獼猴列傳 （页面存档备份，存于）》、《記憶珊瑚》、《黑 （页面存档备份，存于）》、《空襲警報 （页面存档备份，存于）》及《海 （页面存档备份，存于）》等。

## 插曲
| 曲別 | 歌曲                                | 作曲   | 作詞 | 演唱                |
| ---- | ----------------------------------- | ------ | ---- | ------------------- |
| 插曲 | 全心全意愛你 （页面存档备份，存于） | 吳志寧 | 吳晟 | 吳志寧              |
| 插曲 | 濁水溪出代誌                        | 阿達   | 阿達 | 農村武裝青年-江育達 |

## 後續影響
2011年4月22日，中華民國總統府宣佈「不支持國光石化在彰化興建」，當時的總統馬英九強調，這是為了《環境基本法》明訂的「經濟與環保衝突，應以環保為優先」。

## 外部連結
- 柯金源. . 台灣. 2012年10月  [2017-12-28]. （原始内容存档于2021-05-06） （中文（臺灣））.
- 國光石化資料庫 （页面存档备份，存于）
- 【苦勞網】第一屆社會公義獎得獎名單揭曉《福爾摩沙對福爾摩沙》及《與愛無關》同獲獎 2011年7月  （页面存档备份，存于）
- 【自由時報】陳定南的選擇 2010年10月
- 吳晟、吳明益主編 (编). . 有鹿文化. 2011. ISBN 9789866281129.